# Serge Brammertz
Serge Brammertz, född 17 februari 1962 i Eupen, Belgien, är en belgisk jurist.
Brammertz, som har varit professor vid universitetet i Liège, är åklagare vid den Internationella krigsförbrytartribunalen för det forna Jugoslavien där han tar sig an det uppmärksammade åtalet av serbiske Ratko Mladić.